# Howell-Jolly-Körperchen

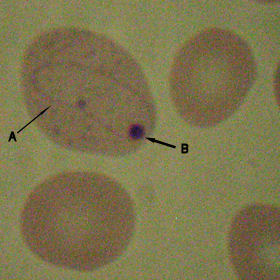
A: Cabot-Ring
B: Howell-Jolly-Körperchen

Howell-Jolly-Körperchen (engl. Howell-Jolly bodies) sind pathologische Zellkernfragmente in den normalerweise kernlosen Erythrozyten, die bei Asplenie oder bei hämolytischen und megaloblastären Anämien vorkommen können. Diese Kernreste bestehen aus DNA-Resten und werden normalerweise beim Durchtritt durch die Endothelspalten in der Milz aus den Erythrozyten entfernt. Nach einer Splenektomie bzw. bei Asplenie sollten Howell-Jolly-Körperchen im Blutausstrich zu finden sein. Ist dies nicht der Fall, so deutet dies auf das Vorhandensein einer Nebenmilz hin.